# 天宗寺 (羽生市)
天宗寺（てんそうじ）は、埼玉県羽生市にある曹洞宗の寺院。

## 歴史
天正年間（1573年 - 1592年）または1593年（文禄2年）、信嶺大察によって開山された。信嶺大察は岩松寺の第2世住職である。
当寺には鉄造の阿弥陀如来立像を所蔵している。鎌倉時代中期の作といわれており、羽生市の文化財に指定されている。

## 文化財
- 鉄造阿弥陀如来立像（羽生市指定有形文化財 昭和48年7月1日指定）[3]

## 交通アクセス
- 羽生駅より徒歩28分。